# Ruth Hagengruber

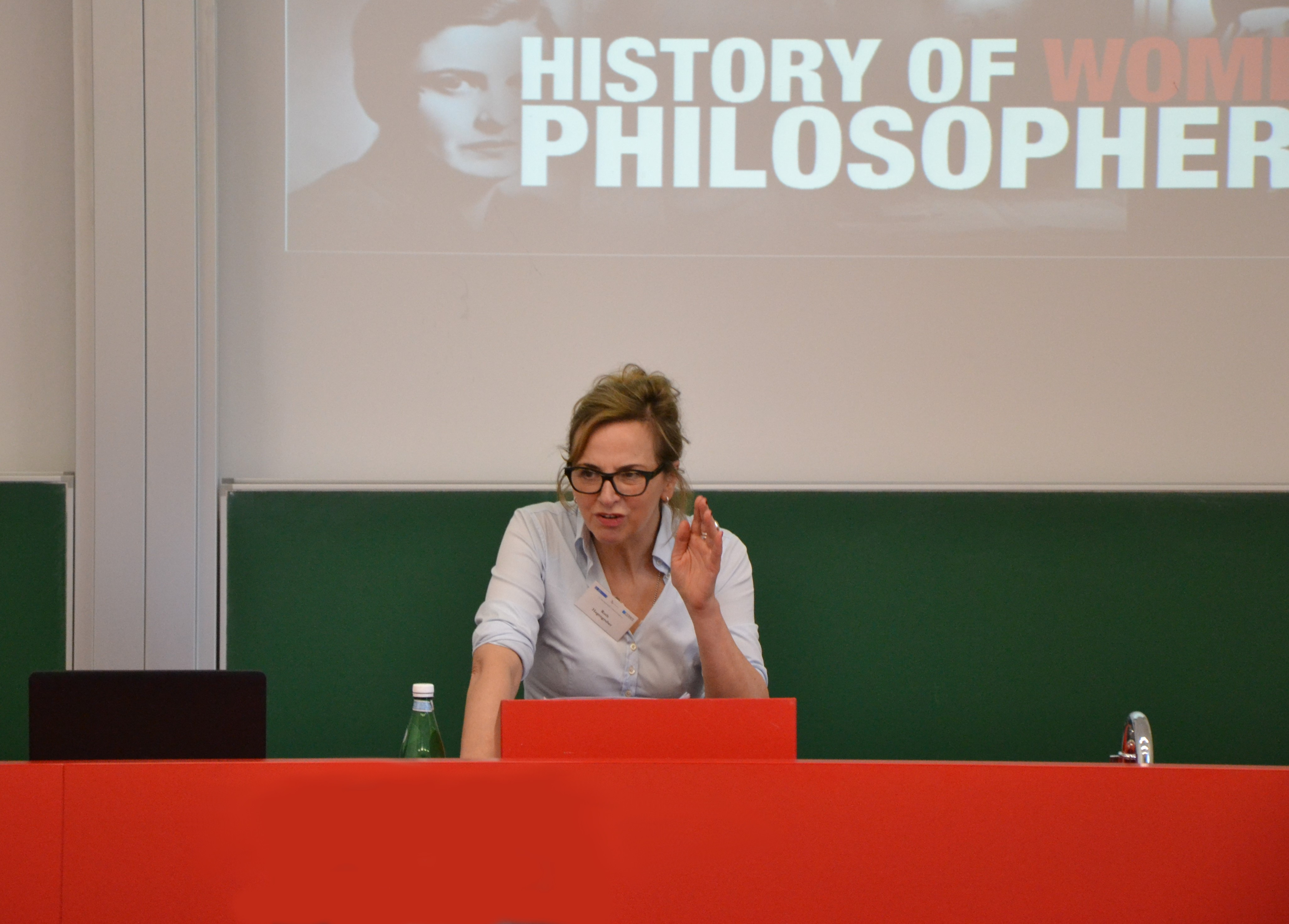
Ruth Hagengruber (2016)

Ruth Hagengruber (* 1958 in Regen) ist eine deutsche Philosophin. Sie ist Professorin für praktische Philosophie an der Kulturwissenschaftlichen Fakultät der Universität Paderborn und Gründerin des Fachbereiches EcoTechGender. Ihre Forschungsschwerpunkte sind Philosophie der Ökonomie und Informatik sowie die Geschichte der Philosophinnen. Ruth Hagengruber ist Expertin für Émilie Du Châtelet und leitet das Center for the History of Women Philosophers and Scientists. Seit 2025 ist sie Präsidentin der Deutschen Gesellschaft für Philosophie.

## Lebenslauf
Ruth Hagengruber studierte von 1979 bis 1985 Philosophie, Geschichte der Naturwissenschaften, Byzantinistik und Alte Kirchengeschichte an der Ludwig Maximilian-Universität München, sie schloss ihr Studium mit einer Magister-Arbeit zur Philosophie Platons ab. 1989 folgte ein Forschungsjahr an der Biblioteca Nazionale und am Istituto per gli Studi Filosofici in Neapel. Sie wurde 1993 am Institut für Renaissancephilosophie der LMU München mit dem Thema Erkenntnis. Punkt und Ähnlichkeit. Die Metaphysik des Tommaso Campanella promoviert. 1998 habilitierte sie sich an der Universität Koblenz mit einem wirtschaftsphilosophischen Thema. Nach verschiedenen Gastdozenturen im Ausland ist sie seit 2005 Professorin für Praktische Philosophie an der Universität Paderborn. 2006 gründete sie den Lehr- und Forschungsbereich History of Women Philosophers and Scientists, der sich der Erforschung der Texte von Philosophinnen von der Antike bis heute widmet. 2006 gründete sie den Lehr- und Forschungsbereich Philosophy and Computing, der 2013 umbenannt wurde in 'EcoTechGender'. der sich der Geschichte der philosophischen Traditionen sowie den sozialen und ethischen Aspekten der Künstlichen Intelligenz-Forschung widmet. Von 2007 bis 2022 war sie geschäftsführende Leiterin des Fachs Philosophie an der Universität Paderborn. Ruth Hagengruber ist seit 2025 Präsidentin der Deutschen Gesellschaft für Philosophie.

## Akademische Aktivitäten & Ehrungen
Hagengruber war Vizepräsidentin der Deutschen Gesellschaft für französischsprachige Philosophie (1997–2002), Vizepräsidentin der European Society for Early Modern Philosophy (ESEMP) (2004–2007) und Vorstandsmitglied des Deutschen Akademikerinnen Bundes (DAB) (2019–2025). Seit 2025 ist sie Präsidentin der Deutschen Gesellschaft für Philosophie. 2011 wurde sie zum Lifetime Member der International Association of Computing and Philosophy (I-ACAP) gewählt; seit 2012 ist sie Member of Advisory Board, Munich Center for Technology in Society der Technischen Universität München. Hagengruber ist seit 2020 Mitglied der Leibniz-Sozietät der Wissenschaften zu Berlin.
Für das interdisziplinäre Projekt „Philosophie in den Medien“ erhielt Hagengruber 2014 den „Förderpreis für Innovation und Qualität in der Lehre“ der Universität Paderborn. 2015 erhielt sie den Wiener-Schmidt-Preis der Gesellschaft für Kybernetik und Systemtheorie.

## Gründerin des Centers for the History of Women Philosophers & Scientists
2016 wurde im Rahmen des 2006 entstandenen Forschungsbereiches „History of Women Philosophers and Scientists“, das Center for the History of Women Philosophers and Scientists von Hagengruber gegründet, das von 2016 bis 2019 vom NRW Ministerium für Kultur und Wissenschaft finanziert wurde und von Hagengruber geleitet wird. Das Forschungszentrum gilt als das erste internationale Zentrum zur Erforschung der Geschichte der Philosophinnen und Wissenschaftlerinnen. Als Leiterin des Centers hat Hagengruber die Libori Summer School ins Leben gerufen und eine umfangreiche YouTube-Online-Dokumentation unter dem Namen des Center for the History of Women Philosophers and Scientists aufgebaut. Sie verleiht seit 2018 den von Ulrike Detmers gestifteten Elisabeth of Bohemia Prize zur Ehrung der Geschichte der Philosophinnen.

## Forschungsschwerpunkte

### Geschichte der Philosophinnen und Wissenschaftlerinnen
Hagengruber untersucht die Rolle und Wirkung der Philosophinnen innerhalb der Philosophiegeschichte. Im methodischen Ansatz der Untersuchung der Geschichte der Philosophinnen sieht sie eine Erweiterung des philosophischen Wissens und hält eine Revision der gelehrten Philosophiegeschichte für notwendig. Hagengruber meint, dass Philosophinnen die Ideengeschichte maßgebend geprägt haben. So weist sie zum Beispiel darauf hin, dass Immanuel Kant mit den Schriften von Du Châtelet vertraut gewesen sein muss, und behauptet, dass es zwischen Kant und Du Châtelet eine breite Überschneidung philosophischer Konzepte und Formulierungen gibt.
2016 gründete sie die deutschsprachige Springer Buchreihe „Frauen in Philosophie und Wissenschaft“. 2018 gründete sie mit Mary Ellen Waithe und Gianni Paganini die internationale Springer Buchreihe „Women in the History of Philosophy and Sciences“. Hagengruber und Waithe sind Haupteditorinnen der Online-Enzyklopädie Encyclopedia of Concise Concepts by Women Philosophers, die im Jahr 2018 erstmals publiziert wurde, an der mehrere hundert internationale Wissenschaftler und Wissenschaftlerinnen mitarbeiten. Beide sind die Gründerinnen und Editorinnen des ersten Journals zur Erforschung der Geschichte der Philosophinnen und Wissenschaftlerinnen „Journal of the History of Women Philosophers“ im Brill-Verlag.
2015 edierte Hagengruber mit Karen Green „The Monist: History of Women’s Ideas“. Im Jahr 2019 gab sie zusammen mit Sarah Hutton das Special Issue „Women Philosophers in Early Modern Philosophy“ für das Journal „British Journal for the History of Philosophy“ heraus.
2020 wurde die erste kritische und digitale Edition der Sankt Petersburger Manuskripte von Émilie du Châtelet in Kooperation mit der russischen Nationalbibliothek unter der Projektleitung von Hagengruber veröffentlicht. 2021 wurde die kritisch-historische Edition des Pariser Manuskripts von du Châtelet ebenfalls unter der Projektleitung von Hagengruber veröffentlicht.

### EcoTechGender und Philosophie der Informatik
Hagengruber definiert Wirtschaft, Technologie und Gender als die herausfordernden und entscheidenden Faktoren der Zukunft, die in Zukunft ein erhöhtes Bildungs- und Kreativitätsmaß der Menschen erfordern.
Hagengruber spricht sich dafür aus, die vehemente Trennung von maschinell erzeugtem und menschlich produziertem Wissen zu überwinden. Sie sieht ein Reziprozitätsverhältnis beider Wissensarten. Durch die Informationstechnologie sieht Hagengruber eine dritte Wissensdimension begründet. Durch den neuen Wissensraum und die Vervielfältigung des Wissens plädiert Hagengruber für eine post-humanistische Informationsgesellschaft.

### Philosophie in den Medien
Mit dem Projekt „Philosophie in den Medien“ geht der Fachbereich Philosophie in Paderborn neue Wege. Es wurde von Ruth Hagengruber (Philosophie), Gerhard E. Ortner (Dramaturgie), Ulrich Lettermann (Musik) und Bernhard Koch (Film) ins Leben gerufen, um das Denken von Philosophinnen in Form von studentischen Performances einer breiten Öffentlichkeit vorzustellen. Im Mittelpunkt dieser Aufführungen stehen Philosophinnen und Wissenschaftlerinnen wie Emilie du Châtelet (1706–1749), Ada Lovelace und Elisabeth von Böhmen (1618–1680). Die letzte Veranstaltung „Philosophie auf der Bühne“ befasste sich mit dem Einfluss von Elisabeth von Böhmen auf René Descartes. Im Dezember 2014 wurde das Projekt mit dem Förderpreis für Innovation und Qualität in der Lehre 2014 der Universität Paderborn ausgezeichnet.
Das zukunftsweisende Lehrprojekt Philosophy Goes MOOC ermöglicht ab dem Sommersemester 2017 eine langfristige, intensive und eigenständige Auseinandersetzung mit philosophischen Inhalten durch Massive Open Online Courses. Das Projekt nutzt aktuelle Technologien, um die traditionelle philosophische Vorlesung im Sinne des Inverted-Classroom-Modells durch Einbindung visueller und auditiver Medien neu zu strukturieren und online zu präsentieren. Dabei ergänzt Philosophy Goes MOOC die regulären Lehrveranstaltungen, indem es den Studierenden ermöglicht, den digitalen Wandel in der Lehre hautnah zu erleben. Die Lernenden erhalten die Möglichkeit, sich die Inhalte online, unabhängig von ihren Vorkenntnissen und in selbstbestimmter Zeit zu erarbeiten.
Darüber hinaus veröffentlicht Ruth Hagengruber laufend Vorträge und Konferenzpräsentationen auf dem YouTube-Kanal des Centers for the History of Women Philosophers and Scientists.

## Publikationen
- mit Velema, Floris. 2025. Teaching Hypotheses with Émilie du Châtelet. In: JDPh 9 (2 - Special Issue 1: Adding Voices). doi:10.46586/JDPh.2025.12196
- mit Muller, Jil.; Grewe, Felix. 2025. "Vorwort: Brisante Wahrheiten – Philosophinnen und Denkerinnen und die andere Geschichte der Philosophie und Wissenschaften". In: GENDER – Zeitschrift für Geschlecht Kultur und Gesellschaft. 17 (2-2025), S. 7. doi:10.3224/gender.v17i2.01
- (Hrsg.). 2024. Teaching Women Philosophers. Ideas and Concepts from Women Philosophers’ Writings Over 2000 Years. Cham: Springer. doi:10.1007/978-3-031-59298-0
- 2024. "Émilie du Châtelet on Hypotheses". In: Hagengruber, R.E. (Eds.),Teaching Women Philosophers. Women in the History of Philosophy and Sciences, vol 21. Cham: Springer. doi:10.1007/978-3-031-59298-0_5
- 2023. "The Third Knowledge Dimension: From a Binary System to a Three-limbed Epistemology". In Hagengruber, R.E. (Ed.), Women Philosophers on Economics, Technology, Environment, and Gender History: Shaping the Future, Rethinking the Past. Berlin/Boston: De Gruyter doi:10.1515/9783111051802-013
- (Eds.) 2023. Women Philosophers on Economics, Technology, Environment, and Gender History: Shaping the Future, Rethinking the Past. Berlin/Boston: De Gruyter. doi:10.1515/9783111051802
- (Hrsg.) 2022. Époque Émilienne. Cham: Springer International Publishing (11). doi:10.1007/978-3-030-89921-9
- mit Hutton, Sarah (Eds.). 2019. Women Philosophers in Early Modern Philosophy. British Journal for the History of Philosophy 27. Routledge. doi:10.1080/09608788.2019.1610861
- mit Hecht, Hartmut. 2018. Emilie Du Châtelet und die deutsche Aufklärung. ISBN 978-3-658-14022-9 doi:10.1007/978-3-658-14022-9
- mit Luft, Sebastian. 2018. Women Phenonomologists on Social Ontology. Basel: Springer Nature. ISBN 978-3-319-97861-1. doi:10.1007/978-3-319-97861-1
- (Hrsg.) mit Rohbeck, Johannes. 2015 Philosophinnen im Philosophieunterricht – ein Handbuch. Dresden: Thelem. ISBN 978-3-945363-19-5.
- mit Green, Karen. 2015. The History of Women’s Ideas. The Monist 98. Oxford: Oxford University Press. (Online)
- mit Riss, Uwe. (Eds.). 2014. Philosophy, Computing and Information Science. London: Pickering & Chatto. (Online)
- mit Ess, Charles. (Hrsg.). 2011. The Computational Turn: Past, Presents, Futures? Münster: MV-Wissenschaft.
- (Hrsg.). 2011. Emilie du Châtelet between Leibniz and Newton. New York u. a.: Springer. (Online)
- mit Rodrigues, Ana. (Hrsg.). 2010. Von Diana zu Minerva. Philosophierende Aristokratinnen des 17. und 18. Jahrhunderts. Berlin: Akademie-Verlag. ISBN 978-3-05-004923-6 (Online)
- (Hrsg.). 2002. Philosophie und Wissenschaft – Philosophy and Science. Tagungsakten zum 70. Geburtstag von Wolfgang H. Müller. Würzburg: Königshausen & Neumann. ISBN 978-3-8260-2294-4 (Online)
- 2000. Nutzen und Allgemeinheit. Zu einigen grundlegenden Prinzipien der Praktischen Philosophie. Sankt Augustin: Academia Verlag. ISBN 978-3-89665-165-5 (Habilitationsschrift)
- (Hrsg.). 21999 [11998]. Klassische philosophische Texte von Frauen. Texte vom 14. bis zum 20. Jahrhundert. München: dtv. ISBN 978-3-423-30652-2
- mit Stein, Otti / Wedig, Sigrid (Hrsg.). 1996. Begegnungen mit Philosophinnen. Koblenz: Quast Verlag. ISBN 978-3-928961-15-8
- 1994. Tommaso Campanella. Eine Philosophie der Ähnlichkeit. Sankt Augustin: Academia Verlag. (Dissertation) ISBN 978-3-88345-333-0
- (Hrsg.). 1980. Inseln im Ich. Ein Buch der Wünsche. Berlin: Matthes & Seitz. ISBN 978-3-88221-318-8